# Romantisme frénétique

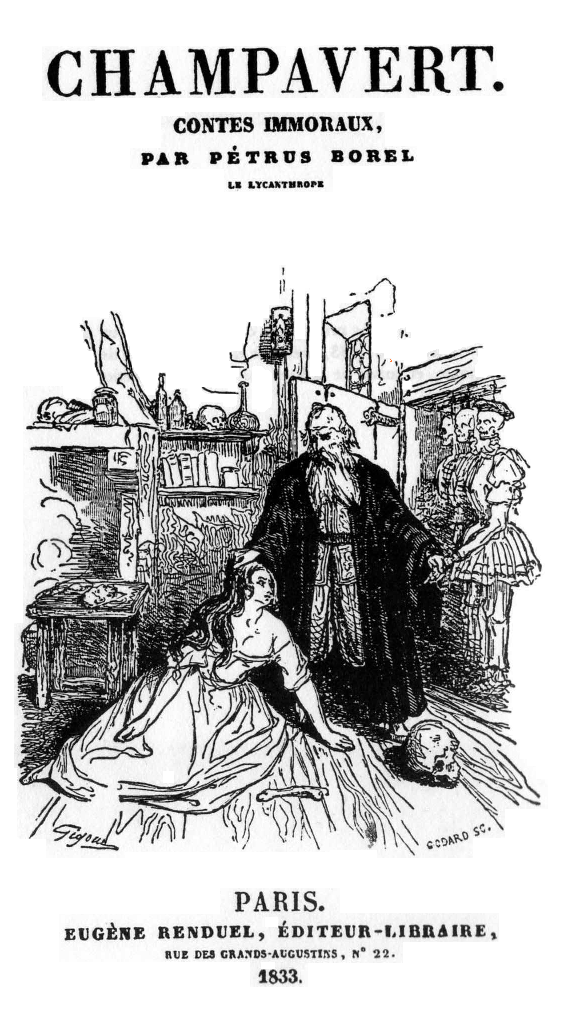
Illustration de Champavert, contes immoraux de Pétrus Borel (1833).

Le romantisme frénétique (ou frénétisme) est un courant littéraire lié au romantisme français et à la révolution de l'été 1830, inspiré en partie par le roman gothique anglais (Horace Walpole, William Beckford, Ann Radcliffe, Lewis, Maturin) et par le mouvement Sturm und Drang allemand (Les Souffrances du jeune Werther de Goethe en particulier, qui fit du suicide un sujet littéraire à la mode), dans le rejet de l'esprit des Lumières et de la rigueur classique du XVIIe siècle et du XVIIIe siècle.

## Histoire
Quelques années seulement avant la publication des premières œuvres véritablement frénétiques, Victor Hugo justifie dans son poème À André Chénier la recherche d'un romantisme plus brutal, plus sombre, désirant en finir avec l'idée d'un romantisme lyrique et naïf, fondé sur l'imitation d'une nature pathétique.

## Caractéristiques
Le romantisme frénétique se caractérise par un désir d’absolu et une impossibilité de réaliser ce désir, dilemme existentiel dont la douleur s’exprime par une ironie féroce, un cynisme exacerbé, des sentiments poussés à leur paroxysme, le délire visuel (motivés par la consommation de substances hallucinogènes, haschich, opium, alcools).
Ainsi, on peut le considérer comme une « contrepartie à l'absurdité et à l'injustice du monde », exprimée par un « mélange intime du comique et du tragique, [...] des éclats de rire alternés ou combinés, ce que Flaubert en somme appellera plus tard le grotesque triste » (Jean Bruneau). Dans son analyse de Pièce de pièces, Temps perdu, de Xavier Forneret, Tristan Maya définit « les principales caractéristiques de la frénésie : la hantise de la mort, la décomposition charnelle, l'anéantissement dans le tombeau, la destruction de soi, mais aussi l'exaspération de l'horreur pour parvenir à des sensations fortes ».
Font surtout partie des écrivains « frénétiques » ceux qui sont qualifiés de « petits romantiques », « bousingots » ou Jeune-France, tout particulièrement Pétrus Borel, considéré comme le frénétique par excellence, mais aussi Gérard de Nerval, Théophile Gautier, Philothée O'Neddy (Feu et flamme, 1833), Xavier Forneret (L'Homme noir, 1835), Charles Lassailly (Les Roueries de Trialph, notre contemporain avant son suicide, 1833), Aloysius Bertrand (Gaspard de la nuit, 1842).
Certains écrivains plus connus pour leur réalisme ont participé au mouvement, comme Honoré de Balzac avec notamment le recueil collectif Contes bruns, co-écrit avec Philarète Chasles et Charles Rabou, mais aussi des textes comme La Peau de chagrin.

## Postérité du frénétisme
Du grand nombre d'œuvres semblant appartenir à la veine frénétique, on peut penser qu'un grand nombre d'écrivains s'y sont essayés, notamment Victor Hugo, dont certains passages ou thèmes de L'Homme qui rit et de Notre-Dame de Paris en paraissent directement inspirés, mais également Charles Nodier et Flaubert, dans quelques-unes de ses œuvres dites « de jeunesse » (Ivre et mort et Les Funérailles du docteur Mathurin).
Le Romantisme frénétique connaîtra une influence souterraine sur un grand nombre d'œuvres et d'écrivains, dont le Comte de Lautréamont (Les Chants de Maldoror, 1869), Rimbaud (Une saison en enfer, 1873), Maurice Rollinat (Les Névroses, 1883), Iwan Gilkin (La Nuit, 1893), ou même Kierkegaard (Journal du Séducteur, 1843).